# KonoSuba
Kono subaraší sekai ni šukufuku o! (japonsky この素晴らしい世界に祝福を!), zkráceně též KonoSuba, je japonská série light novel napsaná spisovatelem Nacumem Akacukim. Série sleduje příběh kluka, který je po své smrti poslán do fantastického světa, ve kterém je společně s bohyní, čarodějkou a rytířkou součástí nefunkční skupiny. Jejich cílem je porazit temného krále a jeho armádu. Původně byla série vydávána na internetové stránce Šósecuka ni naró mezi prosincem 2012 a říjnem 2013 ve formě internetového románu. Později byla přepsána do light novel, které byly vydávány nakladatelstvím Kadokawa Šoten pod svou značkou Kadokawa Sneaker Bunko od října 2013 do května 2020. Jejich ilustrátorem je Kurone Mišima a jejich příběh se v některých částech liší.
Manga adaptace, kterou ilustruje Masahito Watari, poprvé vyšla v říjnovém čísle časopisu Gekkan Dragon Age nakladatelství Fudžimi Šobó. Americké nakladatelství Yen Press licencovalo light novely i mangu. V březnu 2015 vydala nahrávací společnost HobiRecords rozhlasovou hru na CD. Televizní anime seriál od Studia Deen byl v Japonsku premiérově vysílán od ledna do března 2016. Druhá řada seriálu byla premiérově vysílána od ledna do března 2017. Filmová anime adaptace, na které na rozdíl od seriálu pracovalo studio J.C.Staff, nese název Kono subarašii sekai ni šukufuku o! Kurenai densecu a měla premiéru 30. srpna 2019. Dne 18. července 2021 byl oznámen další animovaný projekt.

## Příběh
Kazuma Sató je japonským teenagerem, který žil poměrně nudný a nespolečenský život jako hráč videoher. Po své trapné smrti potká bohyni jménem Aqua. Ta mu nabídne život ve fantastickém světě s MMORPG prvky, ve kterém může podnikat dobrodružství a bojovat s monstry. I přes nabídku jednoho magického předmětu, který si může vzít sebou, nebo speciální schopnosti si Kazuma vzal s sebou Aqu, jelikož ho neustále popichovala. Aqua se chce co nejdříve vrátit zpátky, ale aby se tak stalo, musí porazit temného krále a jeho armádu. Oba dva tedy vytvoří skupinu, do které se přidají další dva lidé: Megumin, která je posedlá explozivními kouzly, a Darkness, rytířka s masochistickými sklony. Kazuma brzy zjistí, že jeho parta je úplně neschopná a snaží se žít pohodlný život. Podmínky v této zemi mu však příliš nepomáhají, a proto ví, že se střetu s temným králem nevyhne.

## Postavy
Kazumiho parta
- Kazuma Sató (japonsky 佐藤 和真, Sató Kazuma)

Dabing: Džun Fukušima
- Aqua (japonsky アクア, Akua)

Dabing: Sora Amamija
- Megumin (japonsky めぐみん)

Dabing: Rie Takahaši
- Darkness (japonsky ダクネス, Dakunesu)

Dabing: Ai Kajano
Generálové temného krále
- Maó (japonsky 魔王) (temný král)
- Verdia (japonsky ベルディア, Berudia)

dabing: Hiroki Jasumoto
- Vanir (japonsky バニル, Baniru)

dabing: Masakazu Nišida
- Hans (japonsky ハンス, Hansu)

dabing: Kendžiro Cuda
- Sylvia (japonsky シルヴィア, Širuvia)

dabing: Akeno Watanabe
- Wolbach (japonsky ウォルバク, Worubaku)

Vedlejší postavy
- Eris (japonsky エリス, Erisu)

Dabing: Ajaka Suwa
- Chris (japonsky クリス, Kurisu)

Dabing: Ajaka Suwa
- Wiz (japonsky ウィズ, Wizu)

Dabing: Jui Horie
- Junjun (japonsky ゆんゆん)

Dabing: Aki Tojosaki
- Kjója Micurugi (japonsky 御剣 響夜)

Dabing: Takuja Eguči
- Dust (japonsky ダスト, Dasuto)

Dabing: Džundži Madžima
Vedlejší postavy (království Belzerg)
- Luna (japonsky ルナ, Runa)

Dabing: Sajuri Hara
- Ruffian (japonsky 荒くれ者, Arakuremono)

Dabing: Tecu Inada
- Sena (japonsky セナ)

Dabing: Hitomi Nabatame
- Alderp Alexei Barnes (japonsky アレクセイ・バーネス・アルダープ, Arekusei Bánesu Arudápu)

Dabing: Takaši Nagasako
- Walther Alexei Barnes (japonsky アレクセイ・バーネス・バルター, Arekusei Bánesu Barutá)

Dabing: Kaito Išikawa
- Ignis Dustiness Ford (japonsky ダスティネス・フォード・イグニス, Dasutinesu Fódo Igunis)

Dabing: Kazuhiko Inoue
- Iris (japonsky アイリス, Airisu)

## Média

### Internetové romány
Nacume Akacuki je autorem původní série internetových románů, která byla vydávána na webu Šósecuka ni naró mezi prosincem 2012 a říjnem 2013. Napsal mimo jiné vedlejší příběh, ve kterém figurují postavy Wize a Vanira. Akacuki, kterého bavilo hraní videoher typu Wizardry a Final Fantasy, využil v KonoSubě mnoho fantastických prvků z deskových her na hrdiny.

### Light novely
Sérii light novel adaptující původní romány, kterou ilustroval Kurone Mišima, vydávalo nakladatelství Kadokawa Šoten pod svou značkou Kadokawa Sneaker Bunko od 1. října 2013 do 1. května 2020. Dohromady vzniklo sedmnáct svazků. Příběh série se v některých aspektech liší, jako je jeho chronologie nebo věk postav. Finální sedmnáctý svazek navíc obsahuje doplňující příběh v doslovu, který rozšiřuje konec původního internetového románu.
Spin-offová série light novel zaměřující se na postavu Megumin, kterou napsal Akacuki a ilustroval Mišima, je pojmenována Kono subaraší sekai ni bakuen o! (japonsky この素晴らしい世界に爆焔を！) a odehrává se před dějem hlavní série. Její první svazek byl vydán 1. července 2014 a třetí finální 1. června 2015. První svazek nové série s názvem Zoku: Kono subaraší sekai ni bakuen o! (japonsky 続・この素晴らしい世界に爆焔を！, která pokračuje v příběhu spin-offu, byl vydán 28. prosince 2016. Jednosvazkový spin-off pojmenovaný Kono kamen no akuma ni sódan o! (japonsky この仮面の悪魔に相談を！), ve kterém se objevil Vanir, byl vydán 1. dubna 2016. Třetí spin-offová série, která se jmenuje Kono subaraší sekai ni šukufuku o! Ekusutora ano orokamono ni mo kjakkó o! (japonsky この素晴らしい世界に祝福を！エクストラ あの愚か者にも脚光を！), vychází od 1. srpna 2017. Píše ji Hirukuma a ilustruje Uihime Hagure a hlavní postavou série se stal Dust. Sedmý svazek byl publikován 1. května 2020.
Dne 20. května 2016 americké nakladatelství Yen Press oznámilo, že licencovalo anglický překlad light novel. První svazek byl vydán stejného dne jako druhý svazek mangy, tedy 21. února 2017.

#### Seznam svazků
| Č. | Původní název                                            | Datum vydání      | ISBN                   |
| -- | -------------------------------------------------------- | ----------------- | ---------------------- |
| 1  | Aa, damegami-sama あぁ、駄女神さま                       | 1. října 2013     | ISBN 978-4-04-101020-4 |
| 2  | Čúnibjó demo madžo ga šitai! 中二病でも魔女がしたい！    | 1. prosince 2013  | ISBN 978-4-04-101110-2 |
| 3  | Jondemasu jo, Dakunesu-san. よんでますよ、ダクネスさん。 | 1. března 2014    | ISBN 978-4-04-101242-0 |
| 4  | Namakura karutetto 鈍ら四重奏                            | 1. května 2014    | ISBN 978-4-04-101570-4 |
| 5  | Bakurecu kóma ni rettsu & gó!! 爆裂紅魔にレッツ&ゴー!!   | 1. září 2014      | ISBN 978-4-04-101571-1 |
| 6  | Rokka no ódžo 六花の王女                                 | 1. března 2015    | ISBN 978-4-04-102267-2 |
| 7  | Okusenman no hanajome 億千万の花嫁                       | 1. září 2015      | ISBN 978-4-04-103539-9 |
| 8  | Akušizu kjódan vs Erisu kjódan アクシズ教団VSエリス教団  | 1. ledna 2016     | ISBN 978-4-04-103540-5 |
| 9  | Kurenai no šukumei 紅の宿命                              | 1. července 2016  | ISBN 978-4-04-103954-0 |
| 10 | Gjanburu sukeranburu! ギャンブル・スクランブル！         | 1. listopadu 2016 | ISBN 978-4-04-104992-1 |
| 11 | Dai mahoucukai no imouto 大魔法使いの妹                  | 1. května 2017    | ISBN 978-4-04-104993-8 |
| 12 | Onna kiši no rarabai 女騎士のララバイ                    | 24. července 2017 | ISBN 978-4-04-105005-7 |
| 13 | Riččí e no čósen-džó リッチーへの挑戦状                  | 1. prosince 2017  | ISBN 978-4-04-106109-1 |
| 14 | Kouma no širen 紅魔の試練                                | 1. července 2018  | ISBN 978-4-04-106111-4 |
| 15 | Jakjó šindorómu 邪教シンドローム                         | 1. listopadu 2018 | ISBN 978-4-04-107554-8 |
| 16 | Dassó megami, gó hómu! 脱走女神、ゴーホーム！            | 1. srpna 2019     | ISBN 978-4-04-108520-2 |
| 17 | Kono bókenšatači ni šukufuku o! この冒険者たちに祝福を！ | 1. května 2020    | ISBN 978-4-04-109543-0 |

| Č. | Původní název                                   | Datum vydání     | ISBN                   |
| -- | ----------------------------------------------- | ---------------- | ---------------------- |
| 1  | Megumin no tán めぐみんのターン                 | 1. července 2014 | ISBN 978-4-04-101866-8 |
| 2  | Junjun no tán ゆんゆんのターン                  | 1. prosince 2014 | ISBN 978-4-04-102438-6 |
| 3  | Futari wa saikjó! no tán ふたりは最強！のターン | 1. června 2015   | ISBN 978-4-04-103100-1 |

| Č. | Původní název                                  | Datum vydání      | ISBN                   |
| -- | ---------------------------------------------- | ----------------- | ---------------------- |
| 1  | Warera, megumin tózokudan 我ら、めぐみん盗賊団 | 28. prosince 2016 | ISBN 978-4-04-104991-4 |
| 2  | Wagamama basutázu わがままバスターズ           | 1. března 2019    | ISBN 978-4-0410-7555-5 |

| Č. | Původní název                                            | Datum vydání  | ISBN                   |
| -- | -------------------------------------------------------- | ------------- | ---------------------- |
| 1  | Kono kamen no akuma ni sódan o! この仮面の悪魔に相談を！ | 1. dubna 2016 | ISBN 978-4-04-104293-9 |

| Č. | Původní název                                        | Datum vydání      | ISBN                   |
| -- | ---------------------------------------------------- | ----------------- | ---------------------- |
| 1  | Subarašiki kana, mei wakijaku 素晴らしきかな、名脇役 | 1. srpna 2017     | ISBN 978-4-04-105816-9 |
| 2  | Tói háremu no mukó ni 遠いハーレムの向こうに         | 1. prosince 2017  | ISBN 978-4-04-105817-6 |
| 3  | Jumemiru hime ni hošizora o 夢見る姫に星空を         | 1. července 2018  | ISBN 978-4-04-106522-8 |
| 4  | Džóhai mu masaru no gjanburá 常敗無勝のギャンブラー  | 1. listopadu 2018 | ISBN 978-4-04-106523-5 |
| 5  | Široki rjú tono meijaku 白き竜との盟約               | 1. srpna 2019     | ISBN 978-4-0410-8250-8 |
| 6  | Kiši no čikai o anata ni 騎士の誓いをあなたに        | 1. ledna 2020     | ISBN 978-4-0410-8251-5 |
| 7  | Rjú ni aisa rreši guša 竜に愛されし愚者              | 1. května 2020    | ISBN 978-4-0410-8252-2 |

### Mangy
Manga adaptace KonoSuby, kterou ilustruje Masahito Watari, poprvé vyšla 9. září 2014 v říjnovém čísle časopisu Gekkan Dragon Age nakladatelství Fudžimi Šobó. Do května 2021 bylo vydáno třináct svazků mangy. Spin-offová manga s názvem Ano orokamono ni mo kjakkó o! Kono subaraší sekai ni šukufuku o! Ekusutora (japonsky あの愚か者にも脚光を! この素晴らしい世界に祝福を!エクストラ) byla vydána společně se dvanáctým svazkem série light novel. Napsal ji Kuma Hiru a ilustroval Hagure Juki. Příběh mangy se zaměřuje na Dusta a Vanira, kteří se dostali do problémů, protože prodali ukradené zboží.
Yen Press oznámil licencování mangy současně s licencováním série light novel.

#### Seznam svazků
| Č. | Původní název                                                        | Datum vydání     | ISBN                   |
| -- | -------------------------------------------------------------------- | ---------------- | ---------------------- |
| 1  | Kono subaraší sekai ni šukufuku o! 1 この素晴らしい世界に祝福を！1   | 9. dubna 2015    | ISBN 978-4-04-070539-2 |
| 2  | Kono subaraší sekai ni šukufuku o! 2 この素晴らしい世界に祝福を！2   | 5. prosince 2015 | ISBN 978-4-04-070782-2 |
| 3  | Kono subaraší sekai ni šukufuku o! 3 この素晴らしい世界に祝福を！3   | 9. března 2016   | ISBN 978-4-04-070834-8 |
| 4  | Kono subaraší sekai ni šukufuku o! 4 この素晴らしい世界に祝福を！4   | 9. září 2016     | ISBN 978-4-04-072019-7 |
| 5  | Kono subaraší sekai ni šukufuku o! 5 この素晴らしい世界に祝福を！5   | 9. března 2017   | ISBN 978-4-04-072212-2 |
| 6  | Kono subaraší sekai ni šukufuku o! 6 この素晴らしい世界に祝福を！6   | 8. září 2017     | ISBN 978-4-04-072433-1 |
| 7  | Kono subaraší sekai ni šukufuku o! 7 この素晴らしい世界に祝福を！7   | 9. března 2018   | ISBN 978-4-04-072628-1 |
| 8  | Kono subaraší sekai ni šukufuku o! 8 この素晴らしい世界に祝福を！8   | 9. září 2018     | ISBN 978-4-04-072881-0 |
| 9  | Kono subaraší sekai ni šukufuku o! 9 この素晴らしい世界に祝福を！9   | 9. dubna 2019    | ISBN 978-4-04-073139-1 |
| 10 | Kono subaraší sekai ni šukufuku o! 10 この素晴らしい世界に祝福を！10 | 9. srpna 2019    | ISBN 978-4-04-073293-0 |
| 11 | Kono subaraší sekai ni šukufuku o! 11 この素晴らしい世界に祝福を！11 | 9. dubna 2020    | ISBN 978-4-04-073616-7 |
| 12 | Kono subaraší sekai ni šukufuku o! 12 この素晴らしい世界に祝福を！12 | 9. října 2020    | ISBN 978-4-04-073834-5 |
| 13 | Kono subaraší sekai ni šukufuku o! 13 この素晴らしい世界に祝福を! 13 | 8. května 2021   | ISBN 978-4-04-074047-8 |

| Č. | Původní název                                                    | Datum vydání      | ISBN                   |
| -- | ---------------------------------------------------------------- | ----------------- | ---------------------- |
| 1  | Kono subaraší sekai ni bakuen o! 1 この素晴らしい世界に祝福を！1 | 23. prosince 2016 | ISBN 978-4-0406-8595-3 |
| 2  | Kono subaraší sekai ni bakuen o! 2 この素晴らしい世界に祝福を！2 | 23. ledna 2017    | ISBN 978-4-0406-8818-3 |
| 3  | Kono subaraší sekai ni bakuen o! 3 この素晴らしい世界に祝福を！3 | 23. května 2017   | ISBN 978-4-0406-9195-4 |
| 4  | Kono subaraší sekai ni bakuen o! 4 この素晴らしい世界に祝福を！4 | 23. září 2017     | ISBN 978-4-0406-9437-5 |
| 5  | Kono subaraší sekai ni bakuen o! 5 この素晴らしい世界に祝福を！5 | 23. ledna 2018    | ISBN 978-4-04-069628-7 |

| Č. | Původní název                                                              | Datum vydání   | ISBN                   |
| -- | -------------------------------------------------------------------------- | -------------- | ---------------------- |
| 1  | Zoku: Kono subaraší sekai ni bakuen o! 1 続・この素晴らしい世界に爆焔を! 1 | 23. srpna 2018 | ISBN 978-4-0406-9986-8 |
| 2  | Zoku: Kono subaraší sekai ni bakuen o! 2 続・この素晴らしい世界に爆焔を! 2 | 23. února 2019 | ISBN 978-4-0406-5490-4 |
| 3  | Zoku: Kono subaraší sekai ni bakuen o! 3 続・この素晴らしい世界に爆焔を! 3 | 20. září 2019  | ISBN 978-4-0406-4022-8 |

### Anime seriál
Televizní anime seriál od Studia Deen byl premiérově vysílán od 14. ledna 2016 do 16. března 2016 na televizní stanici Tokyo MX. Později bylo anime vysíláno na dalších osmi televizních stanicích a několika VOD streamovacích službách. V Severní Americe a dalších regionech bylo anime souběžně vysíláno společností Crunchyroll, v Austrálii pak společností AnimeLab. Takaomi Kanasaki se podílel na režii seriálu a Makoto Uezu na scénáři. Na designu postav pracoval Koiči Kikuta. OVA epizoda byla vydána společně s devátým svazkem light novely KonoSuba v červnu 2016. Úvodní znělku seriálu „Fantastic Dreamer“ nazpívala Mačico a závěrečnou znělku s názvem „Čísana bóken-ša" (japonsky ちいさな冒険者) nazpívaly herečky Sora Amamija, Rie Takahaši a Ai Kajano. Dne 7. ledna 2019 Crunchyroll oznámil, že anime obdrží anglický dabing. První řada započala vysílání s anglickým dabingem 25. ledna 2019 a druhá 25. února 2020. Dne 25. května 2020 byla v Severní Americe vydána společností Discotek Media první řada na Blu-ray discích.
Seriál animovali Koiči Kikuta a Momoka Komacu, přičemž první z nich pracoval na lichých dílech a druhý na sudých. Postavy, které navrhl Komacu, se podobaly těm z light novel a vzhledově byly atraktivnější. Kikuta však založil své návrhy na dětských seriálech, jako je Pokémon, protože příběh KonoSuby byl podobný těm v oněch dětských seriálech.
Druhá řada anime seriálu byla premiérově vysílána od 12. ledna 2017 do 16. března 2017. Úvodní znělku řady pojmenovanou „Tomorrow“ nazpívala opět Mačico a závěrečnou znělku „Oie ni kaeritai" (japonsky お家に帰りたい) nazpívala Amamija, Takahaši a Kajano. Druhá OVA epizoda byla vydána společně s dvanáctým svazkem light novely KonoSuba v červenci 2017. Společnost Discotek Media plánuje vydat druhou řadu v Severní Americe na Blu-ray discích, a to v roce 2021.
Dne 25. července 2017 herec Džun Fukušima (Kazuma) a herečka Takahaši (Megumin) oznámili, že je v plánu nový animovaný projekt. Ten byl později odhalen jako nový film Kono subarašii sekai ni šukufuku o! Kurenai densecu. Dne 18. června 2021 bylo na oficiálním twitterovém účtu anime seriálu KonoSuba oznámeno, že je ve výrobě nové anime.
Dne 6. října 2018 bylo oznámeno, že se postavy seriálu objeví v anime Isekai Quartet, který je crossoverem několika dalších anime seriálů, jako jsou například Re: Zero kara hadžimeru isekai seikacu, Overlord a Jódžo senki.

#### Seznam dílů

##### První řada (2016)
| Č. v seriálu | Č. v řadě | Původní název                                                                 | Režie           | Scénář           | Premiéra v Japonsku |
| ------------ | --------- | ----------------------------------------------------------------------------- | --------------- | ---------------- | ------------------- |
| 1            | 1         | Kono džišó megami to isekai tensei o! この自称女神と異世界転生を!             | Šundži Jošida   | Makoto Uezu      | 13. ledna 2016      |
| 2            | 2         | Kono čúnibjó ni bakuen o! この中二病に爆焔を!                                 | Masato Mijoši   | Aoi Akaširo      | 20. ledna 2016      |
| 3            | 3         | Kono migite ni otakara (pancu) o! この右手にお宝（ぱんつ）を!                 | Hidehiko Kadota | Kódžiró Nakamura | 27. ledna 2016      |
| 4            | 4         | Kono kjóteki ni bakurecu mahó o! この強敵に爆裂魔法を!                        | Bob Širohata    | Makoto Uezu      | 3. února 2016       |
| 5            | 5         | Kono maken ni onedan o! この魔剣にお値段を!                                   | Takatoši Suzuki | Aoi Akaširo      | 10. února 2016      |
| 6            | 6         | Kono rokudemonai tatakai ni keččaku o! このろくでもない戦いに決着を！         | Šundži Jošida   | Makoto Uezu      | 17. února 2016      |
| 7            | 7         | Kono kogoesó na kisetsu ni nidome no ši o! この凍えそうな季節に二度目の死を！ | Masato Mijoši   | Aoi Akaširo      | 24. února 2016      |
| 8            | 8         | Kono fuju o kosenai ore-tači ni ai no te o! この冬を越せない俺達に愛の手を！  | Hidehiko Kadota | Kódžiró Nakamura | 2. března 2016      |
| 9            | 9         | Kono subaraší mise ni šukufuku o! この素晴らしい店に祝福を！                  | Taró Kubo       | Aoi Akaširo      | 9. března 2016      |
| 10           | 10        | Kono rifudžin na jósai ni šúen o! この理不尽な要塞に終焔を！                  | Šundži Jošida   | Makoto Uezu      | 16. března 2016     |

###### OVA
| Č. | Původní název                                                        | Režie         | Scénář      | Premiéra v Japonsku |
| -- | -------------------------------------------------------------------- | ------------- | ----------- | ------------------- |
| 1  | Kono subaraší čóká ni šukufuku o! この素晴らしいチョーカーに祝福を！ | Jasuo Iwamoto | Aoi Akaširo | 24. června 2016     |

##### Druhá řada (2017)
| Č. v seriálu | Č. v řadě | Původní název                                                             | Režie                           | Scénář           | Premiéra v Japonsku |
| ------------ | --------- | ------------------------------------------------------------------------- | ------------------------------- | ---------------- | ------------------- |
| 11           | 1         | Kono futó na saiban ni kjúen o! この不当な裁判に救援を！                  | Jasuo Iwamoto                   | Makoto Uezu      | 12. ledna 2017      |
| 12           | 2         | Kono kóma no musume ni júdžin o! この紅魔の娘に友人を！                   | Jasujuki Ebara                  | Makoto Uezu      | 19. ledna 2017      |
| 13           | 3         | Kono meikjú no arudži ni jasuragi o! この迷宮の主に安らぎを！             | Šundži Jošida                   | Makoto Uezu      | 26. ledna 2017      |
| 14           | 4         | Kono kizoku no reidžó ni rjóen o! この貴族の令嬢に良縁を！                | Taró Kubo                       | Kódžiró Nakamura | 2. února 2017       |
| 15           | 5         | Kono kamen no kiši ni reizoku o! この仮面の騎士に隷属を！                 | Šundži Jošida                   | Tóko Mačida      | 9. února 2017       |
| 16           | 6         | Kono wazurawaší gaikai ni sajonara o! この煩わしい外界にさよならを!       | Jasujuki Ebara                  | Kódžiró Nakamura | 16. února 2017      |
| 17           | 7         | Kono futebuteší namakura ni šótai o! このふてぶてしい鈍らに招待を！       | Takatoši Suzuki a Šundži Jošida | Tóko Mačida      | 23. února 2017      |
| 18           | 8         | Kono itaitaší mači ni kankó o! この痛々しい街に観光を！                   | Jasuo Iwamoto                   | Kódžiró Nakamura | 2. března 2017      |
| 19           | 9         | Kono fudžó na onsengai ni megami o! この不浄な温泉街に女神を！            | Acuši Nakajama                  | Makoto Uezu      | 9. března 2017      |
| 20           | 2         | Kono subaraší nakama-tači ni šukufuku o! この素晴らしい仲間たちに祝福を！ | Šundži Jošida                   | Makoto Uezu      | 16. března 2017     |

###### OVA
| Č. | Původní název                                                      | Režie         | Scénář      | Premiéra v Japonsku |
| -- | ------------------------------------------------------------------ | ------------- | ----------- | ------------------- |
| 1  | Kono subaraší geidžucu ni šukufuku wo! この素晴らしい芸術に祝福を! | Jasuo Iwamoto | Aoi Akaširo | 24. července 2017   |

### Anime film
Dne 25. června 2018 bylo oznámeno, že studio J.C.Staff pracuje na filmové adaptaci. Na filmu pracoval stejný produkční štáb jako na anime seriálu a postavy namluvilo jeho původní herecké obsazení. Film je pojmenovaný Kono subaraší sekai ni šukufuku o! Kurenai densecu (japonsky この素晴らしい世界に祝福を！紅伝説) a byl do japonských kin uveden 30. srpna 2019. Dne 25. března 2020 začal Crunchyroll vysílat film s anglickými titulky, měsíc nato, v dubnu, pak s anglickým dabingem.

## Přijetí
K 2. březnu 2016 měla série light novel jedenáct svazků. Dohromady bylo vytisknuto 1,5 milionu kopií, přičemž každý ze svazků prodal přes 136 000 kopií. K únoru 2017 prodala série více než 3 miliony výtisků. Andy Hanley, který recenzoval první knihu, pochválil komediální prvky odrážející se v „unaveném žánru“ a postavy, které se přitahují na základě jejich zvláštností. Nicméně vytknul knize její nepříliš dlouho délku. Roku 2016 získala série ocenění Grand Prix nakladatelství BookWalker.